# HD74672
HD74672 — хімічно пекулярна зоря спектрального класу
A2 й має видиму зоряну величину в смузі V приблизно  9,8.

## Пекулярний хімічний склад
Зоряна атмосфера HD74672 має підвищений вміст 
Cr
.